# De Kronieken van Narnia: Het betoverde land achter de kleerkast
Het betoverde land achter de kleerkast (Engelse titel: The Lion, the Witch and the Wardrobe) is een kinderboek in het fantasygenre van de Ierse schrijver C.S. Lewis.
Het is het tweede en bekendste deel uit de zevendelige boekenserie over het land Narnia, De Kronieken van Narnia (Engelse titel: The Chronicles of Narnia). Het is het eerste boek in volgorde van publicatie (1950).

## Verhaal
Vier kinderen, Peter, Susan, Edmund en Lucy, worden in 1940 geëvacueerd uit Londen omdat het daar door de Tweede Wereldoorlog te gevaarlijk voor ze is. Ze worden gehuisvest in het grote huis van een vriendelijke professor, die daar alleen woont, met zijn personeel. De professor heeft in dit boek geen naam, maar uit andere boeken blijkt dat hij dezelfde is als Digory Kirke.
Terwijl de kinderen het huis verkennen, komen ze in een kamer waarin alleen een grote kleerkast staat. Lucy kruipt uit speelsheid in de kast en ontdekt dat de kast geen achterwand heeft. Ze komt in een sprookjesland waar het winter is. Er staat een eenzame lantaarnpaal. Iets verderop ontmoet Lucy een faun. De faun heet Tumnus en hij nodigt Lucy uit in zijn huisje. Tumnus legt uit dat deze wereld Narnia heet en dat ze betoverd is door Jadis, de Witte Heks, waardoor het er altijd winter is maar nooit Kerstmis wordt. Er is een profetie dat er ooit een einde aan haar heerschappij zal komen als vier kinderen (twee zoons van Adam en twee dochters van Eva) in Narnia komen, en daarom wil de Witte Heks dat alle kinderen aan haar worden uitgeleverd. De faun beseft welk gevaar Lucy loopt en brengt haar veilig terug naar de kleerkast.
Lucy vertelt haar verhaal aan haar zus en haar broers, maar die geloven haar niet. Volgens hen is Lucy maar eventjes weggeweest. Als ze de kast inspecteren, blijkt de kast een massieve achterwand te hebben.
Een paar dagen later spelen de kinderen verstoppertje. Lucy verstopt zich in de kleerkast en komt weer in Narnia terecht. Ze gaat meteen naar het huisje van Tumnus. Edmund ziet haar in de kast verdwijnen en gaat erachteraan. Hij komt ook in het geheimzinnige land, maar Lucy ziet hij niet meer. Hij ziet een statige dame op een slee. De dame (Jadis, de Witte Heks) stelt zich voor als de koningin van Narnia, en biedt hem betoverde chocolademelk en snoepgoed aan. Als ze hoort dat Edmund nog een broer en twee zussen heeft, belooft ze hem dat ze hem wil aanwijzen als opvolger, zodat hij koning van Narnia zal worden. Dan moet hij echter wel eerst zijn broer en zussen meebrengen. Edmund vindt dit wel een goed idee, zeker wanneer ze hem nog meer snoepgoed belooft. Want wie magisch voedsel eet wil alleen nog maar magisch voedsel eten en waardeert goed en normaal voedsel niet meer.
Als Edmund teruggaat naar de kleerkast, komt hij Lucy tegen, die op bezoek is geweest bij Tumnus. Lucy is blij: ze heeft nu een getuige en de andere twee zullen wel moeten geloven dat er iets bijzonders is met de kleerkast. Het loopt echter anders. Edmund wil zich niet belachelijk maken en zegt tegen Susan en Peter dat ze maar gedaan hadden alsof er een sprookjesland in de kast was.
Peter en Susan bespreken het geval met de professor. Deze stelt vast dat Lucy niet gek is, en dat ze altijd de waarheid spreekt, en daaruit trekt hij de verrassende conclusie dat haar verhaal wel waar moet zijn.
Een aantal dagen later zijn de kinderen op de vlucht voor de norse huishoudster, Mevrouw MacReddy, en ze verbergen zich in de kleerkast. Nu komen ze alle vier in Narnia. Edmund verspreekt zich, waardoor hij verraadt dat hij er al eerder is geweest. Lucy stelt voor naar het huisje van Tumnus te gaan. Het huisje is echter kort en klein geslagen en uit een briefje blijkt dat de bewoner gearresteerd is omdat hij onderdak had geboden aan een mens. De drie oudsten stellen voor terug te gaan naar de kleerkast, maar Lucy staat erop dat haar vriend gered moet worden.
Nu ontmoeten ze een bever (Meneer Bever), die de kinderen uitnodigt in zijn huisje op de beverdam. Meneer Bever en zijn vrouw (Mevrouw Bever) vertellen alles over de Witte Heks, en ze hopen op de komst van Aslan, de leeuw die volgens de voorspellingen ooit zal komen om orde op zaken te stellen. Tijdens dit gesprek blijkt Edmund ineens verdwenen te zijn. Meneer Bever begrijpt meteen wat er aan de hand is. Edmund is naar het paleis van de Witte Heks gegaan om de anderen te verraden. Er is geen minuut te verliezen en het gezelschap verlaat het huis.
Edmund komt inderdaad in het paleis. Het staat er vol met standbeelden. Edmund wordt er bepaald niet vriendelijk ontvangen. De Heks neemt hem gevangen, ze geeft Maugrim opdracht met zijn snelste wolf naar het huis van de bevers te gaan en iedereen te doden die hij daar vinden kan maar er wel voor te zorgen dat niemand hen ziet. Maar de bevers, de zoon van Adam en de dochters van Eva zijn al op weg naar de Stenen Tafel (een centrale plek in Narnia). Zelf gaat de Heks met Edmund en haar dwerg met de slee ook op weg naar de Stenen Tafel.
Terwijl de bevers en de andere drie kinderen op stap zijn, komen ze de Kerstman tegen. Dat is een duidelijk teken dat de betovering van de Witte Heks aan kracht verliest. De Kerstman deelt cadeaus uit: voor Peter een schild en een zwaard, voor Susan een pijlenkoker gevuld met pijlen, boog en een hoorn waarmee ze om hulp kan vragen, en voor Lucy een flesje met een geneesmiddel en een dolk. Daarna reizen ze door naar de Stenen Tafel op de berg, waar ze de leeuw Aslan ontmoeten met een leger van goede wezens.
De tocht van de Witte Heks is minder voorspoedig, want het is gaan dooien doordat de komst van Aslan haar betovering verbroken heeft. Het voorjaar breekt aan en de slee komt niet meer verder. Na enig beraad besluit ze dat Edmund maar meteen gedood moet worden.
Op de berg met de Stenen Tafel toont Aslan aan Peter het uitzicht. Aan de kust ligt het kasteel Cair Paravel, waar de vier kinderen als koningen en koninginnen over een voorspoedig Narnia zullen heersen. Dan horen ze de hoorn van Susan. Peter rent erheen. Zijn zus Susan wordt door een wolf (Maugrim) bedreigd. Peter trekt zijn zwaard en doodt de wolf. Een andere wolf die zich in de struiken had verstopt gaat ervandoor. Aslan begrijpt dat hij op weg is naar de Witte Heks en stuurt een aantal dieren achter de wolf aan. Ze komen net op tijd bij de Witte Heks om Edmund nog levend te bevrijden. De Witte Heks verandert zichzelf in een kei en haar dwerg in een boomstronk en ze worden niet opgemerkt.
Edmund wordt bij Aslan gebracht. Aslan spreekt hem onder vier ogen toe en maakt daarna bekend dat er niet meer gesproken hoeft te worden over zijn verraad.
Na enige tijd verschijnt de Witte Heks. Ze zegt dat volgens de Verborgen Kracht iedere verrader aan haar moet worden uitgeleverd, en ze eist Edmund terug. Aslan bespreekt dit onder vier ogen met de Witte Heks en maakt vervolgens bekend dat de Witte Heks haar eis heeft laten vallen. Hij zegt niet welk tegenaanbod hij heeft gedaan; later zal blijken dat hij zichzelf heeft aangeboden om Edmund te redden.
Die nacht kunnen Lucy en Susan niet slapen. Als ze uit hun tent komen, zien ze dat Aslan het kamp verlaat. Ze gaan achter de leeuw aan. Aslan is verdrietig, maar hij zegt niet waarom. Hij vindt het fijn dat de meisjes hem gezelschap houden. Op een zeker moment zegt Aslan dat de meisjes niet verder mee kunnen. Ze moeten zich verbergen en zich vooral niet laten zien, wat er ook gebeurt.
Aslan komt nu bij de Witte Heks, die een menigte afzichtelijke monsters heeft verzameld. De schrijver zegt dat hij de monsters niet nauwkeurig beschrijft, want het moet wel een kinderboek blijven. Zonder dat Aslan zich verweert, wordt hij vastgebonden, kaalgeschoren, gemuilkorfd en op een Stenen Tafel met een stenen mes gedood. Triomfantelijk roept de Witte Heks dat het leger van Aslan nu eenvoudig verslagen kan worden, en dat ze alle vier de kinderen kan doden.
Als de Witte Heks met haar leger weg is, gaan de meisjes naar het lichaam van Aslan om hem te bewenen. Op het moment dat de zon opkomt en de meisjes in het licht kijken, klinkt er een luide knal. De meisjes draaien zich om; ze zien dat de tafel gebroken is en dat Aslan levend voor ze staat. Het is een andere regel uit de Verborgen Kracht van nog voor het begin van de tijd, legt Aslan uit, dat iemand die zichzelf opoffert voor een ander, niet blijvend gedood kan worden. Aslan zet de kinderen op zijn rug en rent naar het paleis van de Witte Heks. Het staat er vol met standbeelden: tegenstanders die door de Witte Heks versteend zijn. Aslan wekt ze allemaal tot leven. Lucy’s vriend Tumnus is er ook bij.
Aslan heeft nu een groot leger waarmee hij teruggaat. Daar wordt een veldslag geleverd tussen de legers van de Witte Heks en Aslans leger onder leiding van Peter. Als de versterking verschijnt, is de strijd snel beslist. Aslan doodt Jadis, de Witte Heks. Lucy's geneesmiddel komt nu goed van pas, want er zijn veel gewonden. Het geneesmiddel blijkt bijzonder effectief te zijn.
Aslan brengt de kinderen nu naar het kasteel Cair Paravel, aan de kust. Hij stelt de kinderen aan als koningen en koninginnen van Narnia. Nu breekt er een tijd aan van geluk en vrede voor het land.
Twintig jaar later, als het viertal volwassen is geworden, zijn ze op jacht op een mysterieuze witte hertenbok en komen zo langs een vreemd voorwerp: een lantaarnpaal. Als ze door een vage herinnering geleid op onderzoek uitgaan, belanden ze weer in de kleerkast, en vandaar als kinderen in de lege kamer in het huis van de professor. Het is nog steeds dezelfde dag en Mevrouw MacReddy is nog steeds in de buurt, en ze zijn dus weer kinderen geworden. De kinderen vertellen hun verhaal aan de professor die ieder woord gelooft, en die aankondigt dat ze misschien nog wel vaker, als ze het niet verwachten, in Narnia zullen komen.

## Het boek in maatschappelijke context
In de Verenigde Staten en het Verenigd Koninkrijk is het boek algemeen bekend veronderstelde kinderliteratuur. Opmerkingen over "betoverde kleerkasten" en "Narnia" komen voor in series als Friends en Sabrina, the Teenage Witch.

## Vertalingen
Het boek is meerdere keren in het Nederlands vertaald:
- 1956 De betoverde kleerkast
- 1983 De leeuw en het land in de kleerkast, met behoud van de amfibrachys
- 1989 Het betoverde land achter de kleerkast, zonder de oorspronkelijke tekeningen van Pauline Baynes
- 2005 De leeuw, de heks en de kleerkast, de titel woordelijk vertaald

## Verfilming
In 2005 werd het boek verfilmd door Walt Disney Pictures als The Chronicles Of Narnia: The Lion, the Witch and the Wardrobe.
Door de distributie daarvan in Europa won het boek nu ook onder een breed Nederlandstalig publiek aan bekendheid. De film is in productie gebracht, hoewel Lewis zelf in 1959 zei dat hij fel gekant was tegen een eventuele televisie- of filmversie. Hierbij moet echter worden opgemerkt dat het met de techniek van 1959 niet mogelijk was de fabeldieren op een natuurlijke wijze in een film te laten optreden.